# Amilaga editha
Amilaga editha är en fjärilsart som beskrevs av Swinhoe 1902. Amilaga editha ingår i släktet Amilaga och familjen nattflyn. Inga underarter finns listade i Catalogue of Life.